# Legend
Legend és una pel·lícula dirigida per Ridley Scott, estrenada el 1985, és una coproducció britànica-estatunidenca. Ha estat subtitulada al català.

## Argument
En un món imaginari on la pau i l'harmonia són mantingudes gràcies a la màgia d'una parella d'unicorns, viuen la princesa Lily i Jack, un jove per a qui la naturalesa sembla no tenir secret.
En aquesta comarca, el dimoni Darkness, arrupit en la foscor, no espera més que una ocasió per apoderar-se dels unicorns i matar-los, la qual cosa engendrarà una nit eterna. Els gobelins, així com l'amor que Jack porta a la seva princesa li seran d'una gran ajuda.
Jack, amb l'ajuda de follets i d'una fada capritxosa, haurà de fer tot per restablir el que ha contribuït a destruir, abans que sigui massa tard.

## Repartiment
- Tom Cruise: Jack
- Mia Sara: Princesa Lily
- Tim Curry: Darkness
- David Bennent: Gump
- Alice Playten: Blix
- Billy Barty: Screwball
- Cork Hubbert: Brown Tom
- Peter O'Farrell: Pox
- Kiran Shah: Blunder
- Annabelle Lanyon: Oona
- Robert Picardo: Meg Mucklebones
- Tina Martin: Nell
- Ian Longmur: Dimoni
- Mike Crane: Dimoni
- Liz Gilbert: Vestit negre dansaire
- Mike Edmonds: Tic

## Al voltant de la pel·lícula
- Si, en la seva estrena el 1985, la pel·lícula no va tenir l'èxit que comptaven els seus productors, va ser reconeguda per a les seves qualitats artístiques.
- Completament filmada en estudis, la pel·lícula va tenir nombrosos problemes, entre els quals l'incendi del plató 007 dels estudis de Pinewood que va destruir un dels gegantins decorats principals (el del bosc) i va obligar el director a veure l'arranjament d'algunes seqüències.
- El maquillador Rob Bottin va concebre per a l'ocasió un nou tipus de maquillatge, a base de silicona, que permet una expressió millor facial dels actors.
- Cal igualment destacar que existeix almenys tres muntatges diferents de la pel·lícula.
  - Un muntatge americà (on la música de Jerry Goldsmith va ser reemplaçada per composicions del grup Tangerine Dream més orientat cap a l'acció i que el director no reconeix més que amb la punta dels llavis.
  - Un muntatge europeu, més conforme als seus desigs.
  - Un muntatge concebut per a una sortida en DVD zona 1 (EUA) el 2001 on és possible descobrir per què Jack és cobert de suor a la seva escena amb el personatge de Gump, interpretat per David Bennent.
- Shigeru Miyamoto, un creador de videojocs japonesos que treballava per Nintendo, va declarar haver-se inspirat en la pel·lícula Legend per crear una de les sagues més cèlebres del vídeojoc: The Legend Of Zelda.[2] L'heroi principal, Link, s'assembla efectivament a Jack i la seva vestimenta verda, la princesa Zelda a Lilly i el dolent de la història Ganon, a Darkness (forma porcina inclosa).

## Nominacions
- BAFTA al millor maquillatge i perruqueria (Charles Knode, Rob Bottin i Peter Robb-King)
- BAFTA als millors efectes visuals) (Nick Allder i Peter Voysey), 1986.
- Oscar al millor maquillatge (Rob Bottin i Peter Robb-King) en 1987.
- Millor maquillatge (Rob Bottin i Peter Robb-King) per l'Acadèmia del cinema de ciència-ficció, fantasia i terror, 1987.